# Ole Bjørn Kraft
Pour les articles homonymes, voir Kraft.
Ole Bjørn Kraft, né le 17 décembre 1893 à Copenhague (Danemark) et mort le 2 décembre 1980 à Frederiksberg (Danemark), est un homme politique danois membre du Parti populaire conservateur (KF), ancien ministre et ancien député au Parlement (le Folketing).

## Biographie
Il est entré au Parlement en 1926 et a été un dirigeant du parti conservateur danois durant près de 40 ans. 
Ministre des affaires étrangères du Danemark, il préside le Conseil de l'Atlantique nord de l'OTAN en 1952-1953.
Il devient le président d'une association anticommuniste transnationale fondée à Munich en 1967, le European Freedom Council, liée à la Ligue anticommuniste mondiale (plus connue sous son nom anglais World Anti-Communist League et son acronyme (WACL).

## Décoration
- Commandeur premier degré de l'ordre de Dannebrog